# Облога Гази (95 р. до н. е.)
Облога Гази – бойові дії юдейського правителя Александра Янная по оволодінню приморським містом Газа, котрі відбувались біля 95 р. до н.е. Складова частина процесу відродження юдейської держави, котре стало можливим в умовах занепаду елліністичної держави Селевкідів. 
Зі 114 р. до н.е. у сирійському царстві точилась війна представників династії Селевкидів за престол. Цим скористались правителі Юдеї, котрі почали кампанію по захопленню областей та міст, полишених без допомоги центральної влади. Одним з її етапів стала облога міста Газа, здійснена царем Александром Яннаєм. Йосип Флавій відносить її до того ж часу, коли був вбитий Селевкід Антіох VIII Гріп, тобто до 96 р. до н.е. Нумізматичні дані (в кінці 2 століття до н.е. Газа стала автономним полісом та карбувала свою монету по 14-й рік пов’язаної з цим ери) дозволяють віднести падіння міста не пізніше ніж 95/94 р. до н.е.
В одну з ночей керівник обороною міста Аполлодот з двома тисячами найманці та десятьма тисячами міського ополчення напав на табір юдеїв. В нічній битві перевага певний час була на стороні газян, тим більше, що їх супротивники спершу подумали про прихід підмоги на допомогу обложеним (за вісім років до того обложену Яннаєм Птолемаїду врятував кіпрський цар Птолемей Лафур, котрий завдав юдеям поразки при Асофоні, а перед тим як відплисти на Кіпр провів зиму саме в Газі). Втім, з настанням ранку стало зрозуміло, що напад здійснено силами самих оборонців, так що юдеї змогли перебити до тисячі з них та загнати назад у місто.
Облога затягнулась на цілий рік. Незважаючи на великі втрати, містяни стійко боролись, тим більше що вони розраховували на допомогу набатейського царя – богатство Гази було пов’язане з її розташуванням на важливому торгівельному шляху, котрий вів через Набатею на схід. Втім, арабський цар так і не подав допомоги (лише через кілька років, коли Яннай розпочне кампанії у Зайорданні, набатеї відреагують та завдадуть поразки юдейському війську).
Нарешті, Аполлодот був вбитий своїм братом Лісімахом, котрий здобув підтримку солдат та здав місто Александру. Останній увійшов до Гази, після чого спрямував військо проти містян. Навіть у цій ситуації газяни боролись відважно і завдали чималих втрат юдеям. Деякі містяни підпалювали свої будинки, щоб майно не потрапило до рук ворога, деякі вбивали своїх дружин та дітей, аби ті не стали рабами. Міська рада з п’ятисот осіб втекла до храму Аполлона, де була перебита за наказом Янная.
Розгром Гази став значним досягненням для Юдеї. Мешканці цього міста славились своєю вірністю та мужністю, зокрема, у 332 р. до н.е. вони були одними з небагатьох, хто вчинив спротив Александру Македонському, а в 201 р. до н.е. стійко захищались від Антіоха III Великого. Не піддались вони і юдейському провіднику Йонатану Хасмонею, котрий напав на місто у другій половині 140-х років до н.е.
Також взяття Гази юдеями вплинуло на набатейську торгівлю і змусило арабских царів звернути увагу на розвиток північного торгівельного шляху в напрямку Дамаску.